# Sattler (Familienname)
Sattler ist ein deutscher Familienname.

## Namensträger

### A
- Albert Sattler (1844–1899), Schweizer Verleger, Antiquar und Numismatiker
- Alfred Sattler (1931–2000), deutscher Mathematiker und Kunstsammler
- Andreas Sattler (1931–2010), deutscher Jurist, Professor in Göttingen
- Anett Sattler (* 1983), deutsche Moderatorin
- Anton Sattler (1826–1881), österreichischer Postmeister und Bürgermeister von Kagran

### B
- Barbara Sattler (* 1974), österreichische Philosophin und Philosophiehistorikerin
- Barbara Kovacevic-Sattler (* 1948), österreichische Kanutin
- Basilius Sattler (1549–1624), deutscher Theologe, Hochschullehrer und Geistlicher
- Bernd Sattler (* 1958), deutscher Leichtathlet
- Bernhard Sattler (1903–1980), deutscher Maler
- Birgit Sattler (* 1969), österreichische Ökologin
- Bruno Sattler (1898–1972), deutscher SS-Sturmbannführer und Kriminalpolizist

### C
- Carl Sattler (1877–1966), deutscher Architekt
- Carl Hubert Sattler (1880–1953), deutscher Augenarzt in Königsberg und Diez
- Caroline Franziska Sattler (1799–1863), deutsche Malerin und Lithografin
- Christian Friedrich Sattler (1705–1785), deutscher Geschichtsschreiber
- Christoph Sattler (* 1938), deutscher Architekt

### D
- D. E. Sattler (Dietrich Eberhard Sattler; 1939–2023), deutscher Publizist und Übersetzer, Herausgeber der Frankfurter Hölderlin-Ausgabe
- Dieter Sattler (1906–1968), deutscher Architekt, Kulturpolitiker und Diplomat
- Dorothea Sattler (* 1961), deutsche Theologin

### E
- Enrique Sattler (1863–1944), deutscher Chirurg in Bremen
- Ernst Sattler (Maler) (1840–1923), deutscher Maler
- Ernst Sattler (Schauspieler) (1887–1974), deutscher Schauspieler
- Ernst Sattler (Politiker) (1892–1950), sudetendeutscher politischer Funktionär (DSAP)
- Ernst Sattler (Schriftsteller) (auch Ernesto Stein; 1901–1968), österreichischer Schriftsteller
- Ernst-Ludwig Sattler (1927–2020), deutscher Biophysiker, Strahlenbiologe und Hochschullehrer

### F
- Franz Sattler (* 1952), österreichischer Fotograf
- Friederike Sattler (* 1964), deutsche Historikerin und Hochschullehrerin
- Friedrich Sattler (1926–2016), deutscher Landwirt, Anthroposoph und Fachautor
- Fritz Sattler (1896–1964), deutscher Politiker und Verleger

### G
- Georg Sattler (Politiker) (1879–1975), deutscher Jurist und Politiker (DNVP)
- Georg Carl Gottlieb Sattler (1818–1885), deutscher Unternehmer
- Gerhard Sattler (1955–2022), deutscher Hautarzt

### H
- Hanns Walther Sattler (1894–1953), deutscher Theaterdirektor
- Hans Sattler (Komponist) (1901–1959), deutscher Komponist, Musiker und Autor
- Hans Sattler (Politiker) (1935–2019), deutscher Politiker (SED)
- Harald R. Sattler (1939–2014), österreichisch-deutscher Cartoonist
- Heinrich Sattler (Musiker) (1811–1891), deutscher Organist und Publizist
- Heinrich Sattler (Politiker) (* 1945), deutscher Politiker (CDU)
- Heinz Sattler (1864–1936), deutscher Sänger (Bass/Bariton), Schauspieler, Regisseur und Gesangspädagoge
- Heinz Günter Sattler (1939–1998), deutscher Zweiradkonstrukteur und Unternehmensgründer
- Helmut Sattler (1934–2020), deutscher Fußballspieler
- Henny Sattler (1829–1913), deutsche Sozialarbeiterin und Frauenrechtlerin
- Henrik Sattler (* 1961), deutscher Wirtschaftswissenschaftler
- Hermann Sattler (1892–1945), deutscher Maler
- Horst Sattler (1934–2019), deutscher Feuerwehrmann und Feuerwehrfunktionär
- Hubert Sattler (Maler) (1817–1904), österreichischer Maler
- Hubert Sattler (Mediziner) (1844–1928), österreichischer Augenarzt

### I
- Irene Sattler (1880–1957), deutsche Bildhauerin

### J
- Jaja Sattler (1902–1944), deutscher Lovari und protestantischer „Zigeunermissionar“ der Berliner Stadtmission
- Joachim Sattler (1899–1984), deutscher Sänger (Tenor)
- Jochen Sattler (* 1956), deutscher Journalist und Fernsehmoderator
- Johann Sattler (Diplomat) (* 1969), österreichischer Diplomat
- Johann Ernst Sattler (1840–1923), deutscher Maler, siehe Ernst Sattler (Maler)
- Johann Jens Caspar Sattler (1810–1880), deutscher Chemiker
- Johann Michael Sattler (1786–1847), österreichischer Maler
- Johann Paul Sattler (1747–1804), deutscher Pädagoge und Schriftsteller
- Johanna Barbara Sattler (* 1953), deutsche Psychologin
- John F. Sattler, US-amerikanischer Lieutenant General
- Josef Sattler (Wilderer) (1830–1878), deutscher Wilderer
- Josef Sattler (Rennfahrer) (* 1965), deutscher Motorradrennfahrer
- Josef Ignaz Sattler (1852–1927), österreichischer Bildhauer
- Joseph Sattler (1867–1931), deutscher Maler und Illustrator
- Julius Sattler (1799–1871), deutscher Jurist und Politiker

### K
- Kai-Uwe Sattler (* 1968), deutscher Informatiker
- Karl Sattler (Politiker, 1850) (1850–1906), deutscher Archivar und Politiker (NLP)
- Karl Sattler (Politiker, 1881) (1881–1945), österreichischer Fabrikant und Politiker
- Karl Sattler (SS-Mitglied) (1891–1958), deutscher Politiker (NSDAP) und SS-Obersturmbannführer
- Karl Sattler (Politiker, 1896) (1896–1945), deutscher Maschinenschlosser und Politiker (KPD)
- Klaus Sattler (Zoologe) (Klaus Siegfried Oskar Sattler, * 1932), deutscher Insektenkundler
- Klaus-Peter Sattler (* 1941), österreichischer Komponist
- Konrad Sattler (1905–1999), österreichischer Bauingenieur

### L
- Leonhard Sattler (1676–1744), österreichischer Barockbildhauer
- Ludwig Sattler (* 1922), deutscher Fußballspieler

### M
- Magnus Sattler (1827–1901), deutscher Benediktiner, Klosteroberer und Ordenshistoriker
- Martin Sattler (* 1942), deutscher Jurist, Politikwissenschaftler und Rechtsphilosoph
- Melchior Ludolph Sattler (Pastor, 1618) (1618–1676), deutscher evangelischer Pfarrer
- Melchior Ludolph Sattler (Pastor, 1654) (1664–1718), deutscher evangelischer Geistlicher
- Meta Sattler (1867–1958), deutsche Sozialhelferin
- Michael Sattler (um 1490–1527), deutsches Mitglied der Täuferbewegung
- Michael B. Sattler (* 1990), deutscher Schauspieler, Sänger und Tänzer
- Michael Sattler (Chemiker) (* 1965), deutscher Chemiker und Hochschullehrer
- Minna Sattler (1891–1974), deutsche Politikerin

### N
- Norbert Sattler (1951–2023), österreichischer Kanute

### O
- Oskar Sattler (1909–nach 1998), Schweizer Architekt
- Oswald Sattler (* 1957), Südtiroler Musiker
- Otto Sattler (1872–1950), deutscher Redakteur, Schriftsteller und Kulturpolitiker, 1905 in USA ausgewandert

### P
- Paul Sattler (1894–1965), deutscher Industriemanager und Politiker (SPD)
- Peter Sattler (Historiker) (1930–1961), deutscher Althistoriker
- Peter Sattler (Literaturwissenschaftler) (* um 1968), US-amerikanischer Literaturwissenschaftler und Hochschullehrer
- Peter W. Sattler (1939–2023), deutscher Lehrer, Heimatforscher, Archivar und Museumsmitbegründer
- Philipp Sattler (Diplomat) (1594–1641), schwedischer Diplomat und Offizier
- Philipp Sattler (Bildhauer) (1695–1738), österreichischer Bildhauer
- Philipp Klaus Sattler (1923–2006), deutscher Elektrotechniker und Hochschullehrer

### R
- Regina Sattler (* 1961), österreichische Schauspielerin
- Renate Sattler (* 1961), deutsche Schriftstellerin
- Rolf Sattler (* 1936), kanadischer Botaniker, Pflanzenmorphologe und Philosoph deutscher Herkunft
- Rudolf Sattler (Bankdirektor) (1887–1974), deutscher Reichsbankdirektor, Leiter der Abteilung Norges Bank des Reichskommissariates
- Rudolf Sattler (Grafiker) (* 1922), deutscher Radierer und Grafiker

### S
- Stefan Sattler (* 1962), deutsch-belgischer Schauspieler und Synchronsprecher
- Stephan Sattler (* 1947), deutscher Journalist

### T
- Thilo Sattler (* 1955), deutscher Fußballspieler
- Toni Michael Sattler (* 1987), deutscher Synchronsprecher und Webvideoproduzent

### U
- Ulrich Sattler (1937–2017), deutscher Jurist und Richter am Bundessozialgericht
- Ulrike Sattler (* 1966), deutsche Informatikerin und Hochschullehrerin
- Uwe Sattler (* 1960), deutscher Journalist

### W
- Wilhelm Sattler (1784–1859), deutscher Tapetenfabrikant
- Wolf Jacob Sattler (1593–1654), deutscher Jurist und Gesandter
- Wolfgang Sattler (* 1956), deutscher Produktdesigner und Hochschullehrer

### X
- Xaver Sattler (1893–1981), deutscher Generalleutnant der Luftwaffe der Wehrmacht